# Luís Henrique Dias
Luís Henrique Dias (Iracemápolis, 18 de maio de 1960) é um ex-futebolista brasileiro que atuava como goleiro.

## Carreira
Luís Henrique jogou apenas por clubes do Brasil, a maioria deles do interior do estado de São Paulo, como Botafogo, São José, Ponte Preta e União São João.
Pela Seleção Brasileira Sub-23, disputou os Jogos Pan-Americanos de 1979, em San Juan, Porto Rico, onde obteve a medalha de ouro. Também foi selecionado para integrar a equipe para os Jogos Olímpicos de 1984, em Los Angeles, onde conquistou a medalha de prata.

## Títulos
Seleção Brasileira
- Jogos Pan-Americanos: 1979[1]